# Pietraperzia
Pietraperzia – miejscowość i gmina we Włoszech, w regionie Sycylia, w prowincji Enna.
Według danych na rok 2004 gminę zamieszkiwało 7312 osób, 62,5 os./km².